# Trentepohlia (Mongoma) enervata
Trentepohlia (Mongoma) enervata is een tweevleugelige uit de familie steltmuggen (Limoniidae). De soort komt voor in het Palearctisch gebied.